# Danaida (przyrząd)
Danaida, naczynie Ponceleta – przyrząd pomiarowy do mierzenia natężenia przepływu cieczy. Ma postać prostego naczynia otwartego od góry, na dole znajduje się otwór odpływowy, a na bocznej ściance skala do odczytywania poziomu cieczy w naczyniu.
Mierzony strumień cieczy jest wlewany do naczynia od góry, wypływa przez dolny otwór, a ustalony poziom cieczy w naczyniu wskazuje wartość natężenia przepływu. Wysokość poziomu cieczy w naczyniu jest proporcjonalna do natężenia przepływu.